# Pega
Pega (por vezes também grafada Pêga) é uma povoação portuguesa sede da Freguesia de Pega do Município da Guarda, freguesia com 10,63 km² de área e 121 habitantes (censo de 2021), tendo, por isso, uma densidade populacional de 11,4 hab./km².
Situada na zona sudeste do Município da Guarda, faz fronteira com as povoações de Adão e de Carvalhal Meão, assim como com o Município do Sabugal. Encontra-se a 22 km da sede do município.
De acordo com o censo de 2001, Pega apresentava cerca de 330 habitações. As mais antigas foram construídas em pedra, tendo muitas delas já sido recuperadas e modernizadas. A povoação de Monte Vasco é anexa à de Pega, possuindo cerca de 30 habitantes. Ambas as localidades são servidas por transportes públicos .
Possui uma associação recreativa, de seu nome "Associação cultural, recreativa e desportiva de Pêga". Dispõe ainda de um salão de festas, de um pavilhão polidesportivo, de um restaurante e de uma bomba de gasolina.
A aldeia é atravessada pela estrada nacional 233, que a liga à Guarda e ao Sabugal.
Em agosto de 2009, um incêndio de grandes dimensões deflagrou nas imediações da aldeia, numa zona de mato. Foi circunscrito com a intervenção de várias dezenas de homens e também de meios aéreos.

## Demografia
A população registada nos censos foi:
| Distribuição da População por Grupos Etários | Distribuição da População por Grupos Etários | Distribuição da População por Grupos Etários | Distribuição da População por Grupos Etários | Distribuição da População por Grupos Etários |
| -------------------------------------------- | -------------------------------------------- | -------------------------------------------- | -------------------------------------------- | -------------------------------------------- |
| Ano                                          | 0-14 Anos                                    | 15-24 Anos                                   | 25-64 Anos                                   | > 65 Anos                                    |
| 2001                                         | 12                                           | 11                                           | 83                                           | 86                                           |
| 2011                                         | 6                                            | 14                                           | 61                                           | 80                                           |
| 2021                                         | 10                                           | 2                                            | 39                                           | 70                                           |

## Património
As atracções turísticas principais são a igreja matriz, as capelas de Nossa Senhora de Fátima e do Divino Espírito Santo, um chafariz e uma fonte antigos, um nicho dedicado a Nossa Senhora dos Caminhos e as casas antigas.

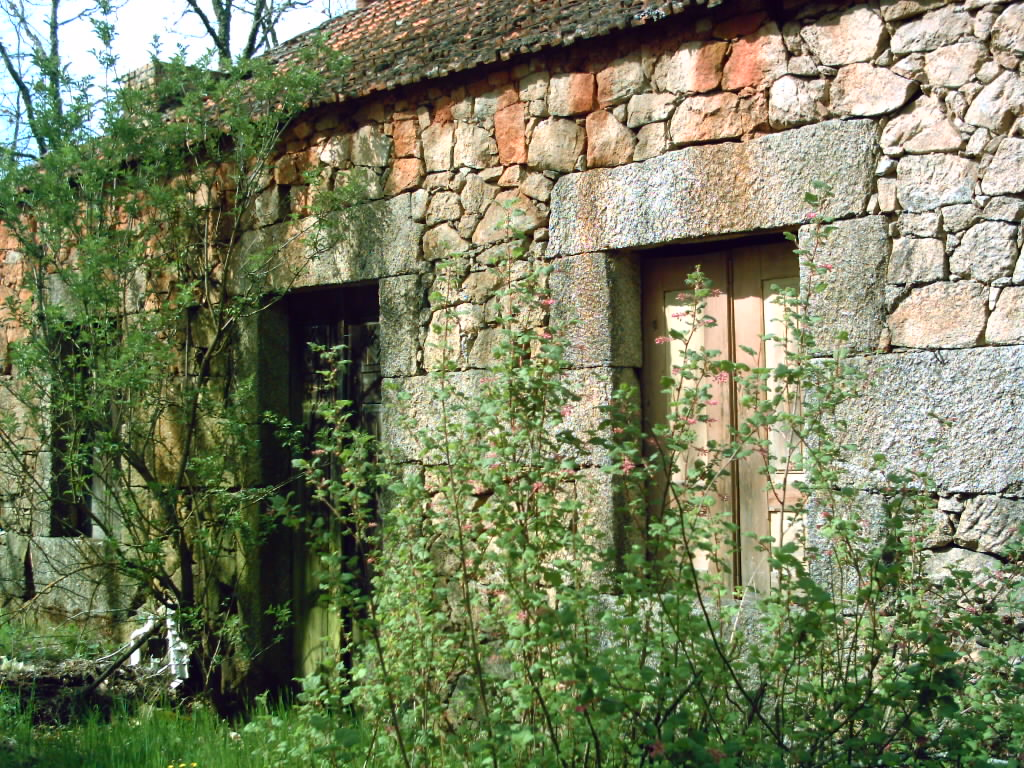
Casa antiga em Pega.

## Filhos da terra
- Maria Odete dos Santos - política, advogada e atriz portuguesa.[7]